# Герберт Мумм
Герберт Мумм (нім. Herbert Mumm; 3 вересня 1920, Пален — 7 лютого 2003, Вільгельмсгафен) — німецький офіцер-підводник, оберлейтенант-цур-зее крігсмаріне.

## Біографія
15 вересня 1939 року вступив на флот. В квітні-вересні 1941 року пройшов курс підводника. З жовтня 1941 по лютий 1942 року — офіцер взводу 1-ї навчальної дивізії підводних човнів. З 22 квітня 1942 року — 1-й вахтовий офіцер на підводному човні U-354. В червні-серпні 1943 року пройшов курс командира човна. В серпні 1943 року — інструктор 1-ї навчальної дивізії підводних човнів. З 23 серпня 1943 по травень 1944 року — командир U-4, з 5 червня 1944 по 5 травня 1945 року — U-236.

## Звання
- Кандидат в офіцери (15 вересня 1939)
- Морський кадет (1 лютого 1940)
- Фенріх-цур-зее (1 липня 1940)
- Оберфенріх-цур-зее (1 липня 1941)
- Лейтенант-цур-зее (1 березня 1942)
- Оберлейтенант-цур-зее (1 жовтня 1943)